# 背鱗魚屬
背鱗魚屬為輻鰭魚綱仙女魚目帆蜥鱼亚目魣蜥鱼科的一属。

## 下属物种
- 南極背鱗魚(Notolepis annulata)
- 考氏背鱗魚(Notolepis coatsi)

## 擴展閱讀
維基物種上的相關：背鱗魚屬